# Bessunger Friedhof

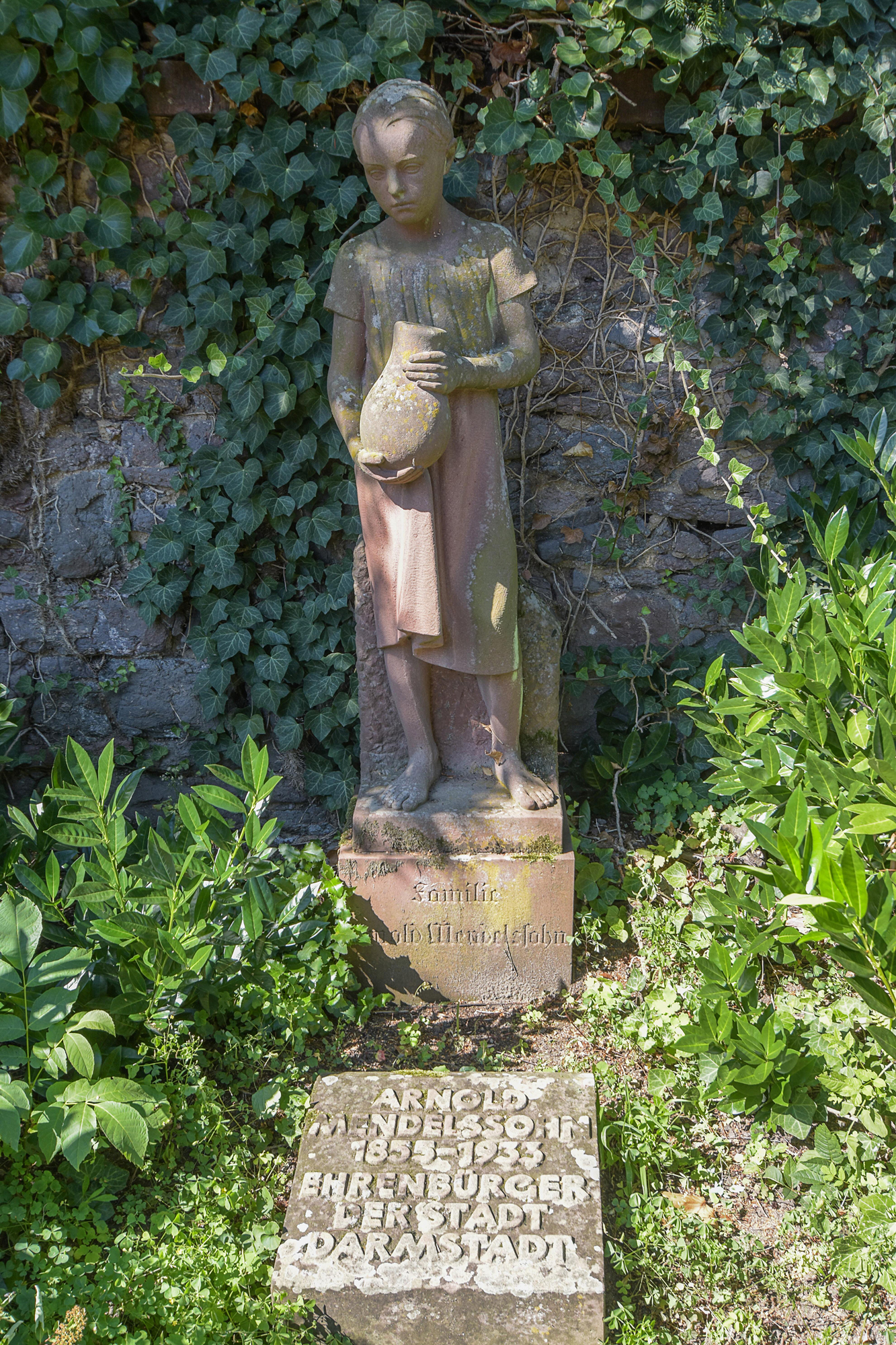
Darmstadt Grabmal für Arnold Mendelssohn

Der Bessunger Friedhof ist ein Friedhof in Darmstadt-Bessungen.

## Geschichte
Als der Bessunger Friedhof um die Kirche zu eng wurde, konnten die Bessunger Bürger erst nach längeren Verhandlungen im Mai 1839 den neuen Friedhof an der Seekatzstraße weihen lassen.
Man musste auf den Wunsch Großherzog Ludwigs II. eingehen und den Friedhof vom gewünschten Platz unmittelbar an der Klappacher Straße nach Osten vom Orangeriegarten abrücken.
Der Friedhof wurde in der gleichen Art wie der Alte Friedhof als gleichmäßiges Rechteck angelegt.
Eine neue Trauerhalle löste im Juni 1966 eine offene Leichenhalle an der Südostecke ab.
Seine letzte Erweiterung erfuhr der räumlich sehr beengte Friedhof im Jahr 1970 an der südwestlichen Seite.
Damit rückte er doch noch in die unmittelbare Nachbarschaft des Orangeriegartens.
Von der Bedeutung der Bessunger Bürger zeugen noch zahlreiche bedeutende Grabmale.
Eine Sandsteinplastik, „Kind mit Krug“, von Robert Cauer der Jüngere, befindet sich auf der Grabstätte des Darmstädter Ehrenbürgers und Komponisten Arnold Mendelssohn (Grabstelle: Mauer 33).

## Grabstätten bekannter Persönlichkeiten
- Helmut Böhme
- Heinrich Delp
- Karl August Ludwig Feder
- Jonathan Heimes
- Karl Noack
- Alfred Schüler
- Philipp Waldhelm
- Heinz Weißmantel
- Georg Wiesenthal
- Gabriele Wohmann

### Ehrengräber
| Person             | Lebensdaten | Gewann   | Bild |
| ------------------ | ----------- | -------- | ---- |
| Arnold Mendelssohn | (1855–1933) | Mauer 33 |      |